# Oïdi de la pomera
L'oïdi de la pomera (Podosphaera leucotricha) és una espècie de fong ascomicot de l'ordre dels helotials (Helotiales). És un fong patogen principalment de la pomera.

## Símptomes
Apareixen taques pulverulentes a les fulles, grisenques o blanquinoses, que més tard poden cobrir totalment el limbe. Les fulles s'enrotllen i prenen un color groc grisenc. En les branquetes els símptomes són similars i poden morir. També queden afectats els brots i els botons florals fins i tot els fruits que acaben marcint-se.

## Propagació
La invasió és en la superfície de la fulla i es fa a través dels tubs germinatius.

## Plantes hoste
A més de la pomera pot atacar el presseguer, codonyer i perera.

## Control químic
Sofre i altres fungicides com el benomil.